# Serpentine National Park
Serpentine National Park är en park i Australien. Den ligger i delstaten Western Australia, omkring 49 kilometer söder om delstatshuvudstaden Perth. Serpentine National Park ligger 228 meter över havet.
Runt Serpentine National Park är det glesbefolkat, med 12 invånare per kvadratkilometer.. Närmaste större samhälle är Byford, omkring 17 kilometer norr om Serpentine National Park.
I omgivningarna runt Serpentine National Park växer huvudsakligen savannskog. Genomsnittlig årsnederbörd är 951 millimeter. Den regnigaste månaden är september, med i genomsnitt 168 mm nederbörd, och den torraste är februari, med 12 mm nederbörd.